# Raúl Serrano Sánchez
Raúl Serrano Sánchez (Arenillas, 17 de diciembre de 1962) es un escritor, periodista, ensayista y crítico literario ecuatoriano. Ha publicado varios libros de cuentos y una novela, por los que ha ganado varios reconocimientos, tales como el premio Nacional Diario El Universo y el Joaquín Gallegos Lara en 1997, el Premio Nacional de novela Ángel F. Rojas (2015), y el Manuela Sáenz (2014). Ejerce la docencia en la  Universidad Andina Simón Bolívar en Ecuador. Entre sus obras sobresalen: Las mujeres están locas por mí (cuentos); En la ciudad se ha perdido un novelista: La narrativa de Vanguardia de Humberto Salvador; Rondando a Jota Jota. Tributo al cantautor Julio Jaramillo, Solo ella se llama Marilyn Monroe. Tributo a una diosa; El ensayos ecuatoriano de entre siglos (antología) y Un pianista entre la niebla (novela). Sus cuentos constan en antologías nacionales y del extranjero. 

## Vida y obra
Nacido en el Cantón Arenillas, Provincia de El Oro, Raúl Serrano Sánchez, durante su juventud estudio comunicación social en la Universidad Central del Ecuador y posteriormente realizó una maestría en Literatura hispano-americana en la Universidad Andina Simón Bolívar de Ecuador. Integra el Consejo Editorial de la revista de creación Eskeletra; el Comité Editorial de Pie de página, de la Universidad de las Artes de Guayaquil; PixeLetras, de la ESPOL, Guayaquil; y, el Consejo Asesor de Anales, de la Universidad Central del Ecuador. Es editor de Kipus: revista andina de letras y estudios culturales. Artículos y ensayos suyos se han publicado en revistas como Letras del Ecuador, Cultura, Re/incidencias, Rocinante, Anales, CartónPiedra y Casa de las Américas. Junto al poeta Iván Oñate, preparó y ejecutó el portal para Internet de la Panorámica de la literatura ecuatoriana del siglo XX (Quito, 2000). El 5 de octubre de 2024 se incorporó como Miembro Correspondiente a la Academia Ecuatoriana de la Lengua (AEL).  
Ha publicado las siguientes obras: 
- Los días enanos, cuentos (1990).
- Las mujeres están locas por mí, cuentos (Premio Diario El Universo y Premio nacional Joaquín Gallegos Lara (1997).
- Pedro Jorge Vera: Los amigos y los años: Correspondencia, 1930-1980, (2002).
- Alfredo Pareja Diezcanseco: Homenaje en el centenario de su natalicio 1908-2008, Quito, Ministerio de Cultura del Ecuador / Universidad Andina Simón Bolívar, Sede Ecuador (2008).
- En la ciudad se ha perdido un novelista: La narrativa de Vanguardia de Humberto Salvador (ensayo), (2009).
- Catálogo de ilusiones, cuentos, (2006); reeditado por la Editorial Final Abierto de Buenos Aires en 2010.
- Manuela Sáenz: el tiempo me justificará, antología temática, (2010).
- Jorge Icaza, Pablo Palacio y las vanguardias latinoamericanas, Barcelona, en coautoría con la crítica Alicia ortega Caicedo, Revista Guaraguao/Universidad Andina Simón Bolívar, Sede Ecuador (2010).
- Lo que ayer parecía nuestro, cuentos, (2013).
- Jorge Icaza, Pablo Palacio: vanguardia y modernidad, en coautoría con la crítica Alicia Ortega Caicedo, Quito, Universidad Andina Simón Bolívar, Sede Ecuador / Doble rostro (2013).
- Rondando a Jota Jota, antología temática, (2013).
- El ensayo ecuatoriano de entre siglos, antología, La Habana (2013).
- Sólo ella se llama Marilyn Monroe. Tributo a una diosa, antología temática (2013).
- Cuerpo adentro: Historias desde el clóset, antología temática (2013).
- Delaciones postergadas (Antología), Loja,  Biblioteca Básica de Autores Ecuatorianos, Universidad Técnica Particular de Loja (2015).
- Antología Ecuador-Uruguay. Clásicos de la narrativa ecuatoriana-uruguaya 1900-1950, en coautoría con el escritor Andrés Echevarría (Montevideo, 2018).

Los cuentos de Serrano Sánchez constan en las antologías: 
En busca del cuento perdido, Editorial Eskeletra, Quito, 1996. 
Antología básica del cuento ecuatoriano (Eugenia Viteri, antóloga), Quito, 1999. 
Nuevos proyectos de escritura ecuatoriana (Selección de Raúl Vallejo), Revista Hispamérica, USA., 2000.
Antología Esencial –Ecuador siglo XX- El cuento (Alicia Ortega Caicedo, antóloga), Editorial Eskeletra, Quito, 2004.
Ecuador de feria. Cuento, poesía ensayo, Raúl Vallejo comp., Bogotá, Planeta, 2011. 
Te cuento Quito. Alicia Ortega Caicedo, edit., Quito, Ministerio Coordinador de Patrimonio, 2012. 
Amor y desamor en la mitad del mundo. Muestra del cuento ecuatoriano contemporáneo, Raúl Vallejo, edit., La Habana, Editorial Arte y Literatura, 2013.
Amor y desamor en la mitad del mundo. Muestra del cuento ecuatoriano contemporáneo, Raúl Vallejo, edit., Edición bilingüe chino mandarín-español, traducción de Zhang Ke, Beijing, Embajada del Ecuador en la República Popular China, 2016.
Antología del microcuento ecuatoriano, Luis Aguilar Monsalve, antólogo, Quito, Eskeletra, 2019.
Ecuador en corto. Antología de relatos ecuatorianos actuales, Carlos Ferrer, antólogo. Zaragoza, Universidad de Zaragoza, 2020. 

Coautor del Índice de la narrativa ecuatoriana (Quito, 1991). También preparó los estudios introductorios de las novelas de Demetrio Aguilera Malta: Don Goyo (2000), Siete lunas y siete serpientes (2003), y La isla virgen (2005), para la Colección Antares de Libresa. En 2009 editó y prologó Hugo Mayo: Poesía reunida, Casa de la Cultura Ecuatoriana. En 2010, Humberto Salvador, Paranoia y otros cuentos, Selección, prólogo y biografía, Quito, La Palabra Editores, Colección Escritores de Quito, vol. 17. En 2013, Humberto Salvador, Cuentos vanguardistas, prólogo y selección, Quito, Campaña Nacional Eugenio Espejo por el Libro y la Lectura. En 2010, Estudio introductorio a Plan del Ecuador, ensayos de Benjamín Carrión, Quito, Colección Memoria de la Patria, Ministerio de Educación del Ecuador. En 2013, Estudio introductorio a Vida del ahorcado (novela subjetiva) y relatos escogidos de Pablo Palacio, Buenos Aires, Final Abierto. En 2015,  Estudio introductorio de la recopilación A escena! Cinco piezas teatrales, de Jorge Dávila Vázquez, Quito, Libresa, Colección Antares.  En 2016, Estudio introductorio y edición de Realismos ecuatoriano. Los grandes de la década 30, de Miguel Donoso Pareja, Quito, Eskeletra Editorial. En 2019 prologó, bajo el título «Palabras que te muerdan los ojos», el libro de María J. Mena Poemas ciegos, Valencia (España), Olé Libros.

## Premios
Primer Premio Concurso de Cuento, Casa de la Cultura Ecuatoriana, Núcleo de El Oro, 1982.
Primer Premio, Concurso nacional de Cuento, Juegos Florales, Casa de la Cultura Ecuatoriana, Núcleo de Tungurahua, Ambato, 1988.
Tercer Premio en el Concurso Nacional de Cuento, por los 75 Años de Diario El Universo (periódico), 1996
Ganador del Premio Nacional Joaquín Gallegos Lara, 1997
Tercer Premio en la Bienal de Cuento Pablo Palacio, Quito, 2003.
Segundo Premio, Concurso Nacional de Cuento Revista Hogar, Guayaquil, 2004.
Primera mención de honor en el Concurso Nacional de Literatura Luis Félix López, Guayaquil, 2012.
Premio Nacional Manuela Sáenz, Municipio de Quito, 2014. 
Premio nacional de Novela Ángel F. Rojas, Casa de la Cultura, Núcleo del Guayas, 2015.